# Jaguar C-X75

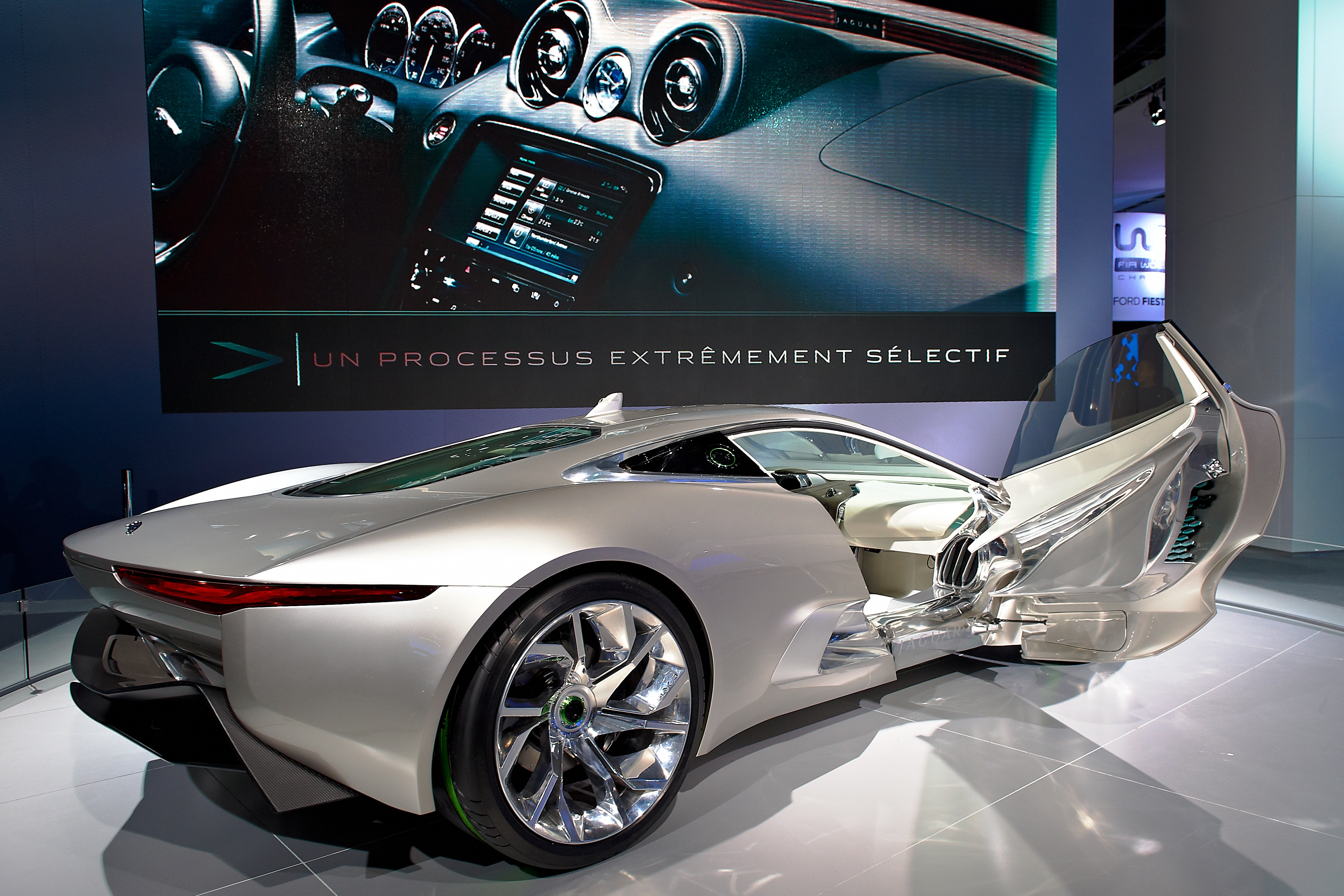
Traseira do modelo.

O C-X75 é um protótipo de modelo esportivo apresentado pela Jaguar na edição de 2010 do Paris Motor Show. O modelo celebra 75 anos da marca e indica a orientação de design a ser utilizada em seus futuros modelos.